# Catatumbo
A Catatumbo folyó (spanyolul Río Catatumbo) Kolumbia északi területén ered, északkelet felé haladva folyik át a venezuelai határon, a Maracaibo-alföld gazdag olajtartalmú régióin halad át,  és a Maracaibo tóba torkollik Venezuela területén. A Catatumbo folyó hossza körülbelül 340 km. A két ország közötti országhatár egy részét alkotja. Alsó szakaszán hajózható. A Zulia folyót 6 km-re  Encontradostól nyugatra (Venezuela), a Maracaibo-alföldön fogadja.
Környezetében kakaócserjét termesztenek.
Legfeltűnőbb jelensége a catatumbói villámlás.